# Опсада Смедерева (1453)
Опсада Смедерева 1453. године била је још један неуспешан покушај Османске војске да заузме престоницу Српске деспотовине, Смедерево. Мехмед II Освајач је лично водио Османску војску која је бројала 20.000 људи, док је град бранило свега 6.000 Срба на челу са Томом Кантакузином. Срби су опет однели победу, Мехмед се са својом војском повукао, али се после свега 3 године поново вратио и поново безуспешно напао Смедерево 1456. године.